# Киберстрахование
Киберстрахование (полис страхования киберрисков англ. cyber insurance) – страховой продукт для защиты бизнеса и физических лиц от рисков, связанных с пользованием интернетом, хранением и обработкой данных в электронном виде, работой с ИТ-инфраструктурами.
Полис обычно покрывает убытки, вызванные хакерскими атаками и/или уничтожением, кибер-вымогательством или кражей данных. Также покрываются перерывы в деятельности бизнеса и снижение прибыли, вызванные кибер-инцидентами, ответственность компании перед третьими лицами в случаях, если компания не смогла защитить данные.
Помимо этого, комплексная страховка может включать в себя проверки ИТ-безопасности клиента после инцидента, расходы на расследование инцидента и на связи с общественностью.
Киберстрахование также можно определить, как метод управления рисками. Это услуга, с помощью которой риски пользователей ИТ передаются страховщику в обмен на страховую премию.

## История развития
Истоки киберстрахования часто связывают с именем Стивена Хааса, который в 1997 году вместе с компанией American International Group, Inc (AIG) написал первый документ о «политике ответственности за безопасность в интернете». Похожий документ был разработан в 2000 году страховой компанией Lloyd’s of London.
В 2018 году средний ущерб от преступления в киберсфере в США оценивался в 27,37 миллиона долларов. В других странах оценки значительно ниже. Так, в Японии средний ущерб составил 13,57 миллиона долларов, в Германии – 13,12 миллиона, в Великобритании – 11,46 миллиона. Менее 10 миллионов долларов составил средний ущерб от кибератаки во Франции, Сингапуре и Канаде.
По состоянию на 2017 год, 34% американских компаний имели отдельный полис страхования киберрисков. Еще 44% компаний тогда сообщали, что обсуждали покупку такого полиса с брокером.
В «Отчете о развитии глобального рынка киберстрахования» говорится, что его объем должен достичь 21,4 миллиарда долларов к 2025 году, при этом ежегодный прирост в этот период будет составлять 27,2%. Развитию киберстрахования как на ранних этапах, так, зачастую, и сейчас мешают отсутствие достоверных актуарных данных для расчета премии и низкая осведомленность управленцев компаний.
Сегодня в число ведущих компаний, занимающихся киберстрахованием за рубежом, входят American International Group, Inc. (AIG), Allianz Group, Berkshire Hathaway, Inc., Lockton Companies, Inc., Chubb Limited, Munich Re Group, AXA XL SA, Zurich Insurance Group и Lloyd’s Group of London Ltd.

## Плюсы и минусы киберстрахования
Поскольку охват киберстрахованием во многих странах все еще мал по сравнению с большинством других страховых продуктов, его роль в борьбе с нарастающими киберугрозами сложно оценить количественно. Однако влияние, которое оказывают кибератаки на людей и бизнес, очень заметно и широко, и страховые компании разрабатывают сервисы, которые смогли бы обеспечить такую же широкую защиту.
Польза этих разработок видна по выплатам, которые страховщики делают по инцидентам в киберпространстве. В случае крупномасштабного взлома страховой полис предоставляет финансирование, благодаря которому компания может оправиться от убытков и как можно быстрее вернуться к работе.
В то же время любое страхование основывается на статистике и актуарных расчетах. В случае с киберсферой такие расчеты сделать сложно, поскольку статистических данных по страховым случаям крайне мало. Нет общих для страховщиков стандартов по формированию продукта. Каждая компания опирается на свою экспертизу и предлагает свой вариант киберстрахования, то есть в каждом случае надо тщательно изучать условия, расширения и исключения из покрытия.
Как и другие страховые программы, киберстрахование обычно исключает ущерб от военных действий. Это важно в случае, если компания стала жертвой некой международной кибервойны или атаки террористической организации.
Так, несколько стран Запада в 2018 году обвинили Россию в причастности к атакам NotPetya, после чего страховщики заявили, что не покрывают такие инциденты.

## Покрываемые риски и расходы
- Кибератаки, хакерские атаки;
- Уничтожение и/или кража данных в результате киберинцидента;
- Расходы на экспертизу (юридические, технические, судебные расходы, необходимые для того, чтобы оценить, была ли атака, каков масштаб ее воздействия);
- Потери из-за прерывания деятельности бизнеса;
- Расходы на расследование угроз совершения атаки (вымогательства);
- Репутационные риски;
- Потеря и восстановление компьютерных данных;
- Ответственность за несоблюдение законов, касающихся конфиденциальности информации.
- Штрафы и санкции против компании
- Стоимость переговоров в случаях, когда хакер требует выкуп
- Расходы на рекламные кампании, направленные на восстановление репутации вашей компании

## Киберстрахование в России
Интерес к этому виду страхования в России существенно вырос после массовых атак вирусов-вымогателей WannaCry и Petya в 2017. В этом же году сообщалось, что, согласно правительственной программе «Цифровая экономика», в РФ готовится создание масштабного рынка киберстрахования. Планировалось, что полис страхования информационной безопасности может стать обязательным для стратегически важных отраслей в 2020 году.
Сегодня на российском рынке есть ряд компаний, предлагающих полисы киберстрахования. Одной из первых этим стала заниматься российская «АИГ», дочка American International Group, Inc. (AIG). Ее продукт появился на рынке в 2013 году. Также этот вид в настоящее время осуществляют компании «Альянс», «Сбербанк страхование» (с 2017 года), «Ингосстрах» (с 2017 года), «АльфаСтрахование» (с 2018 года), «СОГАЗ» (с 2018 года). Также на этом рынке активны брокеры, например, Marsh, AON, Willis, Sealine и «ГрЕКо Интернешнл».
Пока развитие страхования от киберрисков в России оценивается как слабое. Как прогнозируют в компании «Сбербанк страхование», рынок киберстрахования в России может вырасти до 8-10 миллиардов рублей к 2025 году. Для сравнения, в середине 2019 года объем рынка оценивался десятками миллионов рублей.
Во Всероссийском союзе страховщиков (ВСС) сформирована рабочая группа по страхованию от киберинцидентов, которая занимается выработкой методологии. Группа взаимодействует с Торгово-промышленной палатой РФ. При этом в ВСС отмечают, что сбор и анализ информации дается тяжело, поскольку компании неохотно делятся данными о защите своих ИТ-инфраструктур.